# Région Grand nord argentin

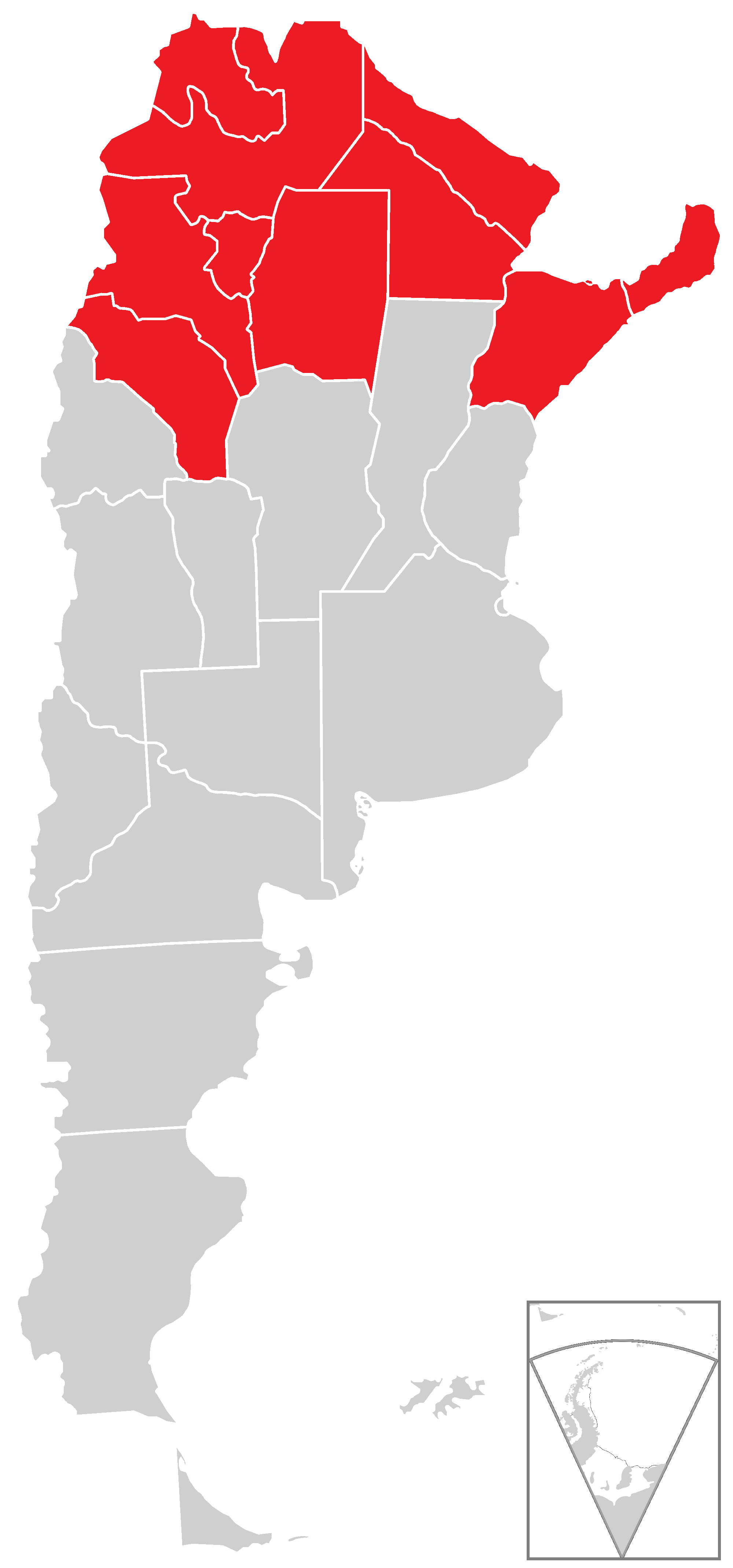
Représentation administrative (en rouge) de la région.

La région Grand nord argentin (espagnol : Región del Norte Grande Argentino)  est l'une des quatre régions de développement économique et social de la République argentine. Sa ville la plus importante est San Miguel de Tucumán.

## Caractéristiques
La région comprend deux subdivisions :
- Le nord-ouest de l'Argentine (es) (NOA), formé par les provinces de Tucumán, Salta, Santiago del Estero, Jujuy, Catamarca et La Rioja ;
- Le nord-est de l'Argentine (es) (NEA), composé des provinces de Misiones, Chaco, Corrientes et Formosa.

Comme son nom l'indique, il est situé au nord du pays, à la frontière du Chili à l'ouest, de la Bolivie et du Paraguay au nord, du Brésil au nord-est et à l'est, de l'Uruguay au sud-est et de la région Centre et de Cuyo (es) au sud.
Elle est la plus peuplée des quatre régions, avec une population de 9 617 000 habitants, la deuxième plus étendue avec 850 251 km2 — derrière la Patagonie et devant Nuevo Cuyo et Centro, la moins peuplée — et avec 9,02 habitants/km2 c'est la deuxième plus densément peuplée, derrière Centro et devant Nuevo Cuyo et Patagonie, la moins peuplée.
Le Conseil régional (Consejo Regional) du Norte Grande est l'organe de gouvernement régional le plus élevé, composé de l'Assemblée des gouverneurs (Asamblea de Gobernadores), du Conseil exécutif (Junta Ejecutiva) et du Comité de coordination (Comité Coordinador). Ce dernier est composé d'un représentant du NOA et d'un représentant du NEA, tous deux membres du Conseil exécutif. La Commission exécutive interministérielle pour l'intégration régionale (Comisión Ejecutiva Interministerial de Integración Regional) coordonne le processus d'intégration sur la base des directives des organes supérieurs susmentionnés.

## Provinces
| Province            | Code postal (CPA) | Sup. (km²) | Pop. (2010) | Densité de pop. | Capitale                            | Pop. (2010) | Drapeau           |
| ------------------- | ----------------- | ---------- | ----------- | --------------- | ----------------------------------- | ----------- | ----------------- |
| Tucumán             | T                 | 22 524     | 1 787 305   | 72,04           | San Miguel de Tucumán               | 1 030 526   |                   |
| Salta               | A                 | 155 488    | 1 115 207   | 8,57            | Salta                               | 554 125     |                   |
| Misiones            | N                 | 29 801     | 1 097 829   | 39,91           | Posadas                             | 319 469     |                   |
| Chaco               | H                 | 99 633     | 1 053 466   | 10,59           | Resistencia                         | 385 726     | Bandera del Chaco |
| Corrientes          | W                 | 88 199     | 992 595     | 11,25           | Corrientes                          | 346 334     |                   |
| Santiago del Estero | G                 | 136 351    | 896 461     | 6,80            | Santiago del Estero                 | 360 923     |                   |
| Jujuy               | Y                 | 53 219     | 672 260     | 13,67           | San Salvador de Jujuy               | 265 249     |                   |
| Formosa             | P                 | 72 066     | 527 895     | 8,03            | Formosa                             | 222 226     |                   |
| Catamarca           | K                 | 102 602    | 367 820     | 3,86            | San Fernando del Valle de Catamarca | 160 058     |                   |
| La Rioja            | K                 | 89 680     | 210 219     | 4,32            | La Rioja                            | 178 872     |                   |
| Total               | –                 | 849 563    | 7 669 110   | 9,02            | –                                   | 3 887 889   | –                 |